# Actinopus candango
Espèce
Actinopus candango est une espèce d'araignées mygalomorphes de la famille des Actinopodidae.

## Distribution
Cette espèce est endémique du Brésil,. Elle se rencontre dans le District fédéral et au Goiás.

## Description
Le mâle holotype mesure 17,38 mm et la femelle paratype 27,87 mm.

## Publication originale
- Miglio, Pérez-Miles & Bonaldo, 2020 : « Taxonomic revision of the spider genus Actinopus Perty, 1833 (Araneae, Mygalomorphae, Actinopodidae). » Megataxa, vol. 2, no 1, p. 1-256.